# Point de Lebesgue
En mathématiques et plus particulièrement en théorie de la mesure, un point x du domaine de définition d'une application f Lebesgue-intégrable sur ℝn est appelé point de Lebesgue lorsque f varie « très peu » au voisinage de x ou de manière plus générale si les moyennes des applications t ↦|f(t) – f(x)| sur les boules centrées sur x sont « très petites ».

## Définition
Plus précisément, on dit que x est un point de Lebesgue de f ∈ L1(ℝn) si
où B(x, r) désigne la boule de ℝn centrée en x et de rayon r > 0 et λ désigne la mesure de Lebesgue.

## Un théorème
Le théorème de différentiation de Lebesgue affirme que si f ∈ L1(ℝ) alors presque tous les points de ℝ sont des points de Lebesgue. Autrement dit l'ensemble des points x ∈ ℝ qui ne sont pas des points de Lebesgue est négligeable.

## Application
Une application directe du théorème précédent est une généralisation du premier théorème fondamental de l'analyse :
Si f ∈ L1(ℝ) et {\displaystyle F(x)=\int _{-\infty }^{x}f(t){\rm {d}}\lambda (t)} alors, en tout point de Lebesgue de f donc presque partout, F est dérivable et F'(x) = f(x).

## Référence
Walter Rudin, Analyse réelle et complexe [détail des éditions]